# Liste der Kulturdenkmale in Katzhütte
In der Liste der Kulturdenkmale in Katzhütte sind alle Kulturdenkmale der thüringischen Gemeinde Katzhütte (Landkreis Saalfeld-Rudolstadt) und ihrer Ortsteile aufgelistet (Stand: 12. Februar 2013).

## Denkmalensemble

### Katzhütte
| Bild            | Bezeichnung                                      | Lage    | Datierung | Beschreibung | ID |
| --------------- | ------------------------------------------------ | ------- | --------- | ------------ | -- |
| Fotos hochladen | Denkmalensemble „Wohnhäuser Bahnhofstraße 89–91“ | (Karte) |           |              |    |

## Einzeldenkmale

### Katzhütte
| Bild                           | Bezeichnung                                                                                 | Lage                          | Datierung | Beschreibung | ID |
| ------------------------------ | ------------------------------------------------------------------------------------------- | ----------------------------- | --------- | --- | -- |
| weitere Bilder Fotos hochladen | Kirche mit Ausstattung, Kirchhof und Einfriedung, Glockenhaus mit Ausstattung               | (Karte)                       |           | Die Kirche wurde von 1754 bis 1756 in schlichter Barockarchitektur errichtet. Der Kanzelaltar und der Orgelprospekt haben stilistische Merkmale des Rokoko. Die Orgel von 1757 ist ein Werk des Orgelbauers Johann Michael Wagner aus Schmiedefeld.                                                                |    |
| Fotos hochladen                | Gewölbebrücke an der L 1147                                                                 | Koordinaten fehlen! Hilf mit. |           | Über diese Brücke fuhren einst alle Fahrzeuge, die von Katzhütte nach Neuhaus am Rennweg unterwegs waren. Als nach der Wende 1990 der Verkehr drastisch zunahm, baute man daneben eine neue Brücke. Das alte Gewölbe wurde fachgerecht instand gesetzt, und die Brücke erhielt wieder ihr ursprüngliches Aussehen. |    |
| Fotos hochladen                | Badehäuser der ehemaligen Flussbadeanstalt                                                  | (Karte)                       |           | |    |
| Fotos hochladen                | Wohnhaus                                                                                    | (Karte)                       |           | |    |
| Fotos hochladen                | Wohnhaus                                                                                    | Bahnhofstraße 25              |           | Die Hertwigsvilla musste im Frühjahr 2011 wegen Einsturzgefahr abgerissen werden. |    |
| Fotos hochladen                | Wohnhaus                                                                                    | (Karte)                       |           | |    |
| Fotos hochladen                | Wohnhaus                                                                                    | Bahnhofstraße 47              |           | |    |
| Fotos hochladen                | Wohnhaus mit Nebengebäude                                                                   | (Karte)                       |           | |    |
| Fotos hochladen                | Wohnhäuser                                                                                  | (Karte)                       |           | |    |
| Fotos hochladen                | Bahnhof Katzhütte/Bestandteil der Sachgesamtheit „Oberweißbacher Berg- und Schwarzatalbahn“ | (Karte)                       |           | |    |
| Fotos hochladen                | Ehemaliges Postamt (Wohn- und Geschäftshaus)                                                | (Karte)                       |           | |    |
| weitere Bilder Fotos hochladen | Herrenhaus                                                                                  | (Karte)                       |           | Dieses herrschaftliche Haus ließ Johann Wolfgang Hammann im Jahre 1760 für sich und seine Familie bauen. Es war viele Jahre der Sitz der Fürstlich-Schwarzburgischen Hütteninspektion. Heute befinden sich in dem Gebäude das Büro des Bürgermeisters, die Touristinformation und die Gemeindebibliothek.          |    |
| Fotos hochladen                | Forsthaus                                                                                   | (Karte)                       |           | Das historische Lindigforsthaus beherbergt heute eine Heimatstube. |    |
| Fotos hochladen                | Wohnhaus                                                                                    | (Karte)                       |           | |    |
| Fotos hochladen                | Villa (jetzt Ärztehaus)                                                                     | (Karte)                       |           | Die Villa gehörte bis zum Ende des Zweiten Weltkrieges der Familie Rohrbach, den Eigentümern des Eisenwerkes in Katzhütte. Danach wurde das Gebäude als Krankenhaus und Ambulanz genutzt. Heute befindet sich hier das Schwarzatal-Ambulatorium, ein regionales medizinisches Gesundheitszentrum.                  |    |
| Fotos hochladen                | Wohnhaus                                                                                    | (Karte)                       |           | |    |

### Oelze
| Bild                           | Bezeichnung | Lage    | Datierung | Beschreibung | ID |
| ------------------------------ | --- | ------- | --------- | --- | -- |
| weitere Bilder Fotos hochladen | Kirche mit Ausstattung, Kirchhof mit Trauerhalle, Glockenhaus und Grabstätte Familie Harras und Strauss, Familie Voigt | (Karte) |           | Die Bergkirche in Oelze wurde am 9. Juli 1769 geweiht. 1828 erfolgte eine Generalsanierung, Anfang der 1950er Jahre ein Um- und Neubau mit einer Neueinweihung am 19. Juli 1953. Die Orgel stammt aus dem Jahr 1896 von dem Orgelbauer Sauer.                                                                         |    |
| Fotos hochladen                | Schneidemühle mit Wasserantrieb                                                                                        | (Karte) |           | |    |
| Fotos hochladen                | Pfarrhof | (Karte) |           | |    |
| Fotos hochladen                | Ehemaliges Postamt | (Karte) |           | |    |
| Fotos hochladen                | Wohnhaus | (Karte) |           | |    |
| Fotos hochladen                | Ehemalige Voigtsche Villa                                                                                              | (Karte) |           | In dieser Villa wohnte die Familie von Carl Wilhelm Voigt, Eigentümer der Bleiweiß- und Farbenfabrik bis zu seiner Enteignung nach dem Zweiten Weltkrieg. Danach gehörte sie zum VEB Farbenfabrik Katzhütte. Nach der Wende ist die Villa von den jetzigen Eigentümern saniert worden und beherbergt eine Arztpraxis. |    |